# تفجير مطعم شاورما تل أبيب 2006
تفجير مطعم شاورما تل أبيب 2006 هو تفجير انتحاري حصلَ في السابع عشر من نيسان/أبريل 2006 في مطعم شاورما في تل أبيب، إسرائيل. لقي 11 شخصًا مصرعهم في الهجوم وأُصيب 70 آخرون. أعلنت حركة الجهاد الإسلامي مسؤوليتها عن الهجوم.

## الهجوم
في يوم الاثنين، 17 أبريل 2006، حوالي الساعة 1:30 ظهراً، اقترب المنفذ الفلسطيني من مطعم مزدحم للوجبات السريعة بالقرب من المحطة المركزية القديمة للحافلات بتل أبيب في الجزء الجنوبي من حي نيفي شعنان. وقد فجر المنفذ نفسه عندما طلب حراس الأمن المتمركزين عند مدخل المطعم منه فتح حقيبته للتفتيش.
أسفر الانفجار عن مقتل 11 شخصاً وإصابة أكثر من 70. توفي اثنان من الضحايا لدى وصولهم إلى مستشفى إيشيلوف في تل أبيب. من بين الجرحى، أصيب ستة بجروح خطيرة، 12 أصيبوا بجروح متوسطة، بينما أصيب البقية بجروح طفيفة.

## حالات الوفاة
- فيليب بالهاسان، 45، من أسدود[1]
- روزاليا بيسينيي، 48، من رومانيا[2]
- بيروشكا بودا، 50، من رومانيا[3]
- مارسيل كوهين، 73، من نيس، فرنسا[4]
- أريئل دارهي، 31، من بات يام[5]
- فيكتور إيرز، 60، من جفعاتايم[6]
- بنيامين هابوتا، 47، من اللد[7]
- دافيد شاولوف، 29، من حولون[8]
- ليلي يونس, 43، من أورانيت[9]
- ليور أنديزار، 26، من تل أبيب – توفي متأثراً بجروحه في 13 مايو.[10]
- دانييل وولتز، 16، من وستون، فلوريدا، الولايات المتحدة – توفي متأثراً بجروحه في 14 مايو.[11]

## المنفذون
تبنت حركة الجهاد الإسلامي الفلسطينية المسؤولية عن الهجوم وحددت هوية المنفذ الذي يدعى سامي سليم حمد، أحد نشطاء الجهاد الإسلامي من قرية قباطية في الضفة الغربية.
بعد الهجوم نشرت الجهاد الإسلامي شريط فيديو والذي أعلنت المنظمة المسلحة فيه أن الهجوم نفذه الفلسطيني سامي سليم حمد وعمره 21 عاماً من قرية عرقة، بعد أن قام بالتسلل إلى إسرائيل من الضفة الغربية.

## ردود الفعل
الأطراف المعنية
 إسرائيل
- صرح المتحدث باسم وزارة الخارجية الإسرائيلية جدعون مئير أن إسرائيل تحمل حماس المسؤولية عن الهجمات، متهماً إياها ب«تقديم الدعم لجميع المنظمات الإرهابية الأخرى».[12]

 السلطة الوطنية الفلسطينية:
- حماس التي فازت بالانتخابات العامة الفلسطينية في 25 يناير 2006، رفضت إدانة الهجوم، وبدلاً من ذلك وصفت الهجوم على أنه بمثابة فعل للدفاع عن النفس.[13]
- خالد أبو هلال، المتحدث باسم وزارة الداخلية التي تقودها حماس، وصف الهجوم بأنه «نتيجة مباشرة لسياسة الاحتلال والعدوان الغاشم والحصار المفروض ضد شعبنا».[14]

الدولية
- الولايات المتحدة: انتقدت إدارة بوش الهجمات بشدة، واصفةً إياها بأنها «عمل إرهابي شنيع لا يوجد له أي عذر أو تبرير».[12]

## حكم محكمة أمريكية بشأن القضية
كسبت عائلة دانييل وولتز قضية في مايو 2012 بإحدى محاكم مقاطعات الولايات المتحدة ضد إيران وسوريا لدعمهما «المسلحين الفلسطينيين» في هذا الهجوم. وقدر المبلغ الذي حكمت المحكمة بدفعه 323،000،000 دولار ومثلت القضية المرة الأولى التي تصدر فيها محكمة أمريكية حكماً ضد سوريا لأنشطة متعلقة بالإرهاب.

## روابط خارجية
- Suicide bombing at "Rosh Ha'ir" shawarma restaurant in Tel Aviv – نشر على موقع وزارة الخارجية الإسرائيلية
- Palestinian bomber was 21-year-old dropout – نشر على يو إس إيه توداي في 17 أبريل 2006.
- Suicide bomber kills nine in Tel Aviv – نشر على إم إس إن بي سي في 17 أبريل 2006.
- 9 killed in Tel Aviv blast – نشر على Ynetnews في 17 أبريل 2006.